# Erythrolamprus pygmaeus
Erythrolamprus pygmaeus — вид змій родини полозових (Colubridae). Мешкає в Південній Америці.

## Поширення і екологія
Erythrolamprus pygmaeus мешкають в Бразилії, Колумбії, Еквадорі і Перу. Вони живуть у вологих тропічних лісах Амазонії, на берегах водойм, на висоті від 50 до 200 м над рівнем моря.